# Wolfgang H. Scholz
Wolfgang H. Scholz (* 5. Oktober 1958 in Dresden) ist ein deutscher Maler, Fotograf und Filmregisseur. Er lebt und arbeitet in Mexiko-Stadt und München.

## Leben
Scholz wuchs in Dresden in einer alten Handwerkerfamilie auf. Anfang der achtziger Jahre studierte er Bauingenieurwesen und Malerei / Grafik in Dresden, außerdem von 1987 bis 1988 Graphologie bei Ingeborg Rudolph in Leipzig. 1989 ging er nach München, wo er von 1990 bis 1991 einen Lehrauftrag an der Hochschule für Fernsehen und Film (HFF) hatte.
Er ist seit 1992 für verschiedene Fernsehsender tätig, darunter dem Bayerischen Rundfunk, dem Mitteldeutschen Rundfunk, dem Zweiten Deutschen Fernsehen und ARTE. 1994 gründete er gemeinsam mit Meinhard Prill die Produktionsfirma Sic! Film GmbH und drehte seinen ersten Kino-Spielfilm “Schattensucher”, der seine Kindheit in Dresden beschreibt.
2001 ging Scholz nach Mexiko-Stadt. Er ist verheiratet mit der mexikanischen Tänzerin, Choreografin und Direktorin des Centro Cultural „Los Talleres“ Isabel Beteta De Cou in Mexiko-Stadt. 2013 wurde er in die Sächsische Akademie der Künste berufen. Die Filmothek UNAM und das Museum Chopo (Mexiko-Stadt) zeigten 2016 und 2017 eine umfangreiche Werkschau seiner Arbeiten.

## Einzelausstellungen (Auswahl)
- 2017: Galerie The Clemente, New York, USA
- Museum Chopo, Mexiko-Stadt
- 2016: Filmotéca UNAM, Mexiko-Stadt
- 2015: Museum für Moderne Kunst, Querétaro, Mexiko
- 2014: Goethe-Institut, Mexiko-Stadt
- Galerie Blanco, Buenos Aires, Argentinien
- 2013: Centro Cultural Borges, Buenos Aires, Argentinien
- Theater Montes de Oca, San José, Costa Rica
- La Casona Municipal, Córdoba, Argentinien
- 2012: Museum Regional, Guadalajara, Mexiko
- 2011: Museum Ex-Convento del Carmen, Guadalajara, Mexiko
- Galerie José María Velasco, Mexiko-Stadt, Mexiko
- 2010: Galerie UAM Iztapalapa, Mexiko-Stadt
- 2010: Galerie Estación Coyoacán of Modern Art, Mexiko-Stadt
- 2009: Neuer Sächsischer Kunstverein (mit Gerda Lepke), Dresden
- 2009: Museum del Arzobispado, Mexiko-Stadt
- 2008: Galerie „Seminario de Cultura Méxicana“, Mexiko-Stadt
- 2005: Museum del Chopo, Mexiko-Stadt
- 1994: Black Box, Gasteig, München
- 1991: Galerie Carl Baasel, Starnberg

## Auswahl an Gruppenausstellungen
- 2017 Savvy Contemporary, Berlin

	Haus des Buches, Leipzig
- 2015 Museum Chopo, Mexiko-Stadt

	Rathaus, Dresden
- 2014 Museum dos Correo, Rio de Janeiro, Brasilien

	Museum dos Correo, Brasilia, Brasilien
	Galerie Nuett, Dresden
	Centro de Expresiones Contempoáneas, Rosario, Argentinien
- 2013 BBK Galerie, München
- 2012 Galerie Vértice, Guadalajara, Mexiko
- 2008 Museum für Kunst, Ciudad Juárez, Mexiko
- 2006 Galerie Metropolitana, Mexiko-Stadt
- 1995 Festival der A*Devantgarde im Neuen Theater, München

	Kunst Messe, Galerie Walter Bischoff, Los Angeles, USA
- 1993 Theaterhaus, Stuttgart

	„20 Münchner Künstler“, Altes Rathaus München
- 1991 Galerie Walter Bischoff, Stuttgart
- 1990 „Ausgebürgert“, Albertinum, Dresden
- 1989 BBK Galerie, München

## Multimediale Inszenierungen (Auswahl)
2017 El Vacio - The Void
- Foro CC Los Talleres, Mexiko-Stadt

2013 Melancholy - Part 1
- Museum Ex-Teresa Arte Actual, Mexiko-Stadt
- Theater Montes de Oca, San José, Costa Rica
- Centro de Expresiones Contemporáneas, Rosario, Argentinien

2013 The Inner Labyrinth
- Ex-Teresa Arte Actual, Mexiko-Stadt
- Theater Nacional, San José, Costa Rica
- Center of Contemporary Arts, Rosario, Argentinien

2005 Ser Viviente (Lebe-Wesen)
- Museum del Chopo, Mexiko-Stadt
- Theater Centro Cultural „Los Talleres“, Mexiko-Stadt

2002 Cicles
- Theater of the Instituto Peruano-Norteamericano Lima, Peru
- Theater Miguel Covarrubias (UNAM), Mexiko-Stadt
- Theater de la Danza, Mexiko-Stadt

2001 Landscapes of Love
- Clemente Soto Velez Cultural Center, New York, USA
- Fringe Festival for Independent Dance Toronto, Canada
- National Theater Havanna, Kuba
- Centro Fotográfico „Álvarez Bravo“, Oaxaca, Mexiko
- Theater de la Danza, Mexiko-Stadt
- Centro de la Imagen, Mexiko-Stadt

## Filme (Auswahl)
- Krähenzeit (2014) Kino-Spielfilm
- Das Bild in mir (2009) Kino-Dokumentarfilm
- Fremde Nachbarn (2003) Dokumentarfilm
- Verlorene Flügel (1999) Kino-Spielfilm
- Der reale Traum (1995) Dokumentarfilm
- Schattensucher (1994) Kino-Dokumentar-Spielfilm
- Der Steindrucker von Otto Dix (1992) Dokumentarfilm[1]
- Kohlenlothar (1989/90) Dokumentarfilm
- Bodybuilding (1988) Dokumentarfilm
- Traum 1 (1986) Kurzfilm / Spielfilm

## Auszeichnungen (Auswahl)
- 2016 Gold Remi Award, Internationales Filmfestival Houston, USA
- 2015 Award (Drehbuch), Int. Filmmaker Festival, Mailand, Italien
- 2010 Platinum Remi Award, International Filmfestival Houston, USA
- 2004 Sächsischer Journalistenpreis (1. Preis)
- 2000 Silver Award, Internationales Filmfestival Houston, USA
- 1991 Internationales Filmfestival Dresden (1. Preis)

## Belege
- Kohlmeyer, Agnes (2004). “Flaming Red” Katalog, A Workbook 2005, Venedig, Italien
- Pérez y Pérez, Rafael Alfonso (2008). „La Deconstrucción del Mundo Real“, Museo Arzobispado, Mexiko-Stadt
- Lozano, Ernesto (2011). „Laberinto Racional“ La Razon de Artes Visuales, Mexiko-Stadt
- Zavala Alonso, Manuel (2016). „Tiempo de Cuervos“ Arte e Historia de Ciudad de México